# Vernasca

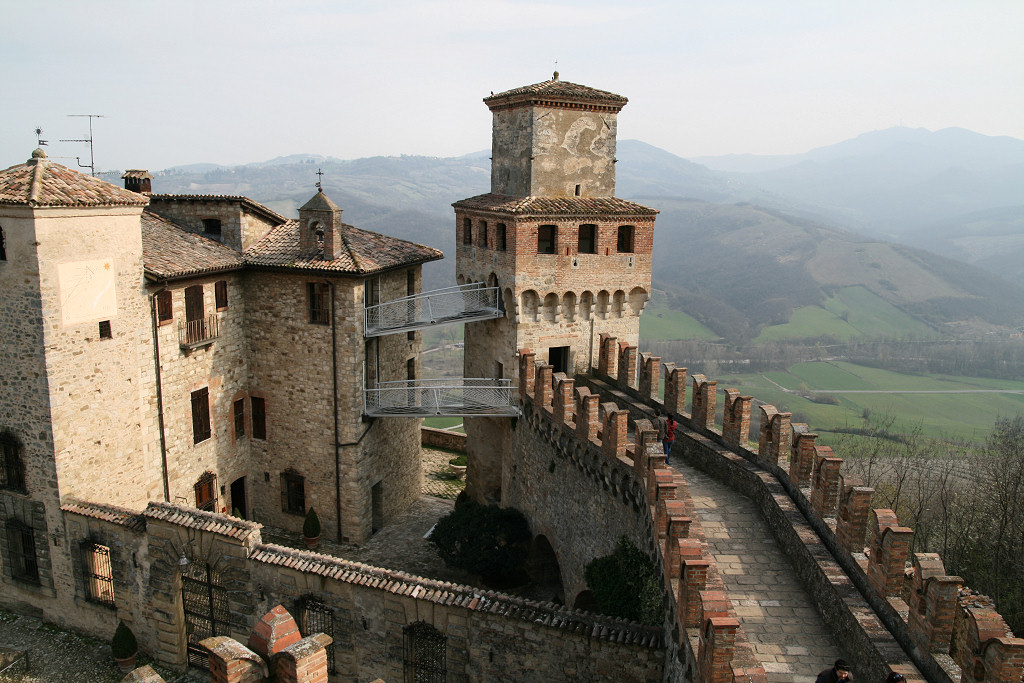
Burganlage im Ortsteil Vigoleno

Vernasca ist eine italienische Gemeinde (comune) mit 2014 Einwohnern (Stand 31. Dezember 2023) in der Provinz Piacenza in der Emilia-Romagna. Die Gemeinde liegt etwa 33 Kilometer südsüdöstlich von Piacenza im Val d'Arda und grenzt an die Provinz Parma. Vernasca gehört zur Comunità Montana valli del Nure e dell'Arda. Im Gemeindegebiet liegt zum Teil der Stausee Lago di Mignano, der von der Arda durchflossen wird.
Die Fraktion Vigoleno ist Mitglied der Vereinigung I borghi più belli d’Italia (Die schönsten Orte Italiens).

## Geschichte
Das Gemeindegebiet war schon früh durch Ligurer besiedelt. Die Abtei vom Tollatal besaß im Mittelalter dieses Gebiet als Lavernasco. Im 10. Jahrhundert wurde dann das Castello di Vigoleno errichtet.